# Камен Горанов
Камен Лозанов Горанов е български състезател по борба класически стил.

## Биография
Роден е на 7 юни 1948 година в монтанското село Клисурица. На летните олимпийски игри в Монреал през 1976 година печели сребърен медал в категория до 100 кг. През 1974 година става европейски шампион по борба в Мадрид, а предишната година е носител на среброто в Хелзинки.